# Hellsing: The Dawn
Hellsing: The Dawn представлява предистория на мангата Хелсинг на Коута Хирано.
Действието се развива през септември 1944 г. във Варшава, Полша по средата на Вършавското въстание, където Алукард и четиринайсет годишния Walter C. Dornez атакуват бази на Милениум.
Тук се появява и бащата на Интегра Хелсинг, Сър Артър Хелсинг, който е представен като извратен, неприатен пияница.
Първата глава ни представя основната сюжетна линия в поредицата Хелсинг, а именно създадването на вампири, представляващи зомбита използвани на бойното поле. Освен това за пръв път Уолтър излиза на сцената, във вид на сомуверено и наперено хлапе, нетърпеливо да посрещне битката със собственоръчно избраното си оръжие – микронишките.
В тази поредица Алукард е приел формата на младо момиче, поради неизвестни все още причини. Всъщност фен масите наричат персонажа Гърлкард (като Алукард, но с Гърл (на английски: Girl) отпред). Заедно с Уолтър се бият срещу най-добрите вампири на Милениум подобно на оригиналната манга, включващи Капитана, младата, далекогледа Рип Ван Уинкъл, както и все още непознат персонаж към който Майора и Докторът се обръщат с „Тя“.

## Публикуване на мангата
Hellsing: The Dawn е публикувано от Young King OURs в специални издания на неравни интервали от време.
Главите са следните
1. Chapter 001 – The Dawn 1
2. Chapter 002 – The Dawn 2
3. Chapter 003 – The Dawn 3
4. Chapter 004 – The Dawn 4
5. Chapter 005 – The Dawn 5
6. Chapter 006 – The Dawn 6

## Анимиране наHellsing: The Dawn
Най-вероятно The Dawn ще бъде анимирано като част от ОВАта на Хелзинг (Hellsing Ultimate). В трейлърът към третата ОВА от поредицата се виждат кадри взети от The Dawn включващи дори и сцени, които предстои да се публикуват.